# Joseph Bannin
Joseph Bannin (* 3. Juni 1851; † 24. Januar 1915 in London) war ein irischer Priester und zwischen 1890 und 1895 als Generalvikar Leiter der Pallottiner.

## Leben
Am 18. Januar 1875 wurde Bannin für die Pallottiner zum Priester geweiht. 1886 wurde er mit seinen Mitbrüdern William Whitmee und Bernard Feeney nach Argentinien geschickt. Sie gründeten in Buenos Aires eine dem heiligen Patrick gewidmete Schule, welche zur Keimzelle der Pallottiner in Argentinien wurde. 1890 wurde er nach Europa zurückgerufen um die Pallottiner als Generalvikar zu leiten. Er starb am 24. Januar 1915 in London und wurde auf dem örtlichen Kensal Green Friedhof begraben.